# Lučine
Lučine is een plaats in Slovenië en maakt deel uit van de gemeente Gorenja vas-Poljane in de NUTS-3-regio Gorenjska. De plaats telde 176 inwoners op 1 januari 2020.

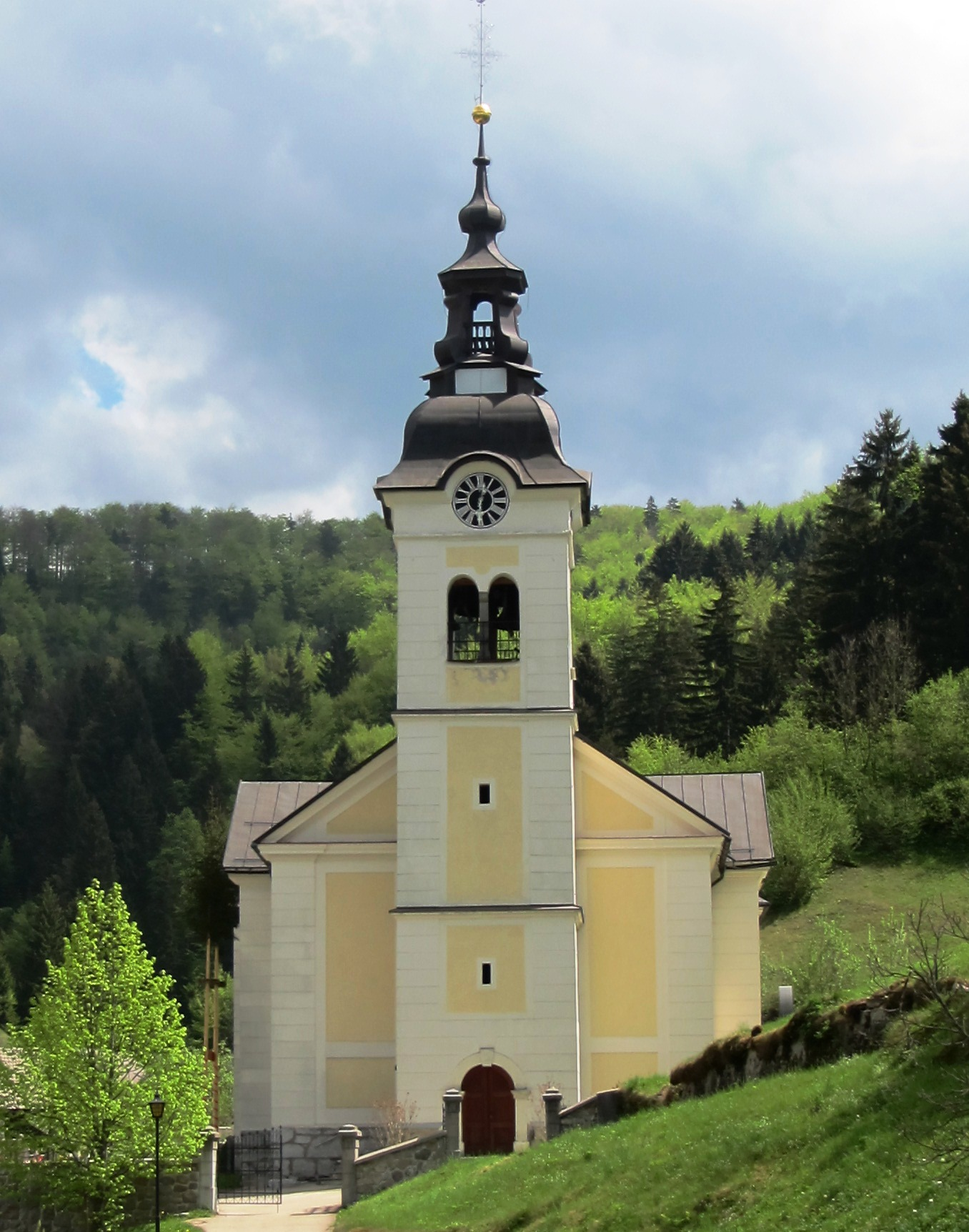
Kerk van St Vitus
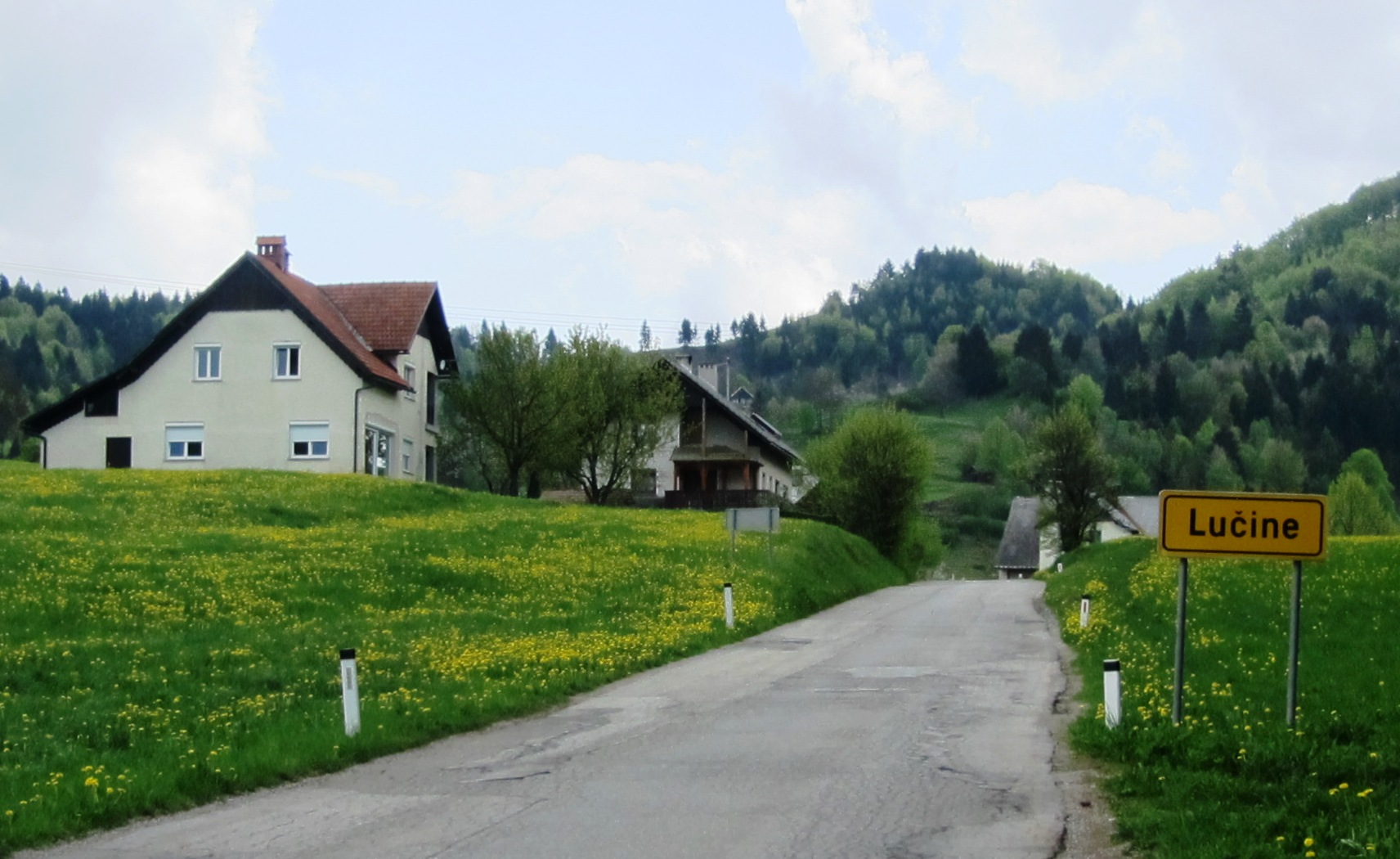
Lučine